# Brian Louie Donowa
Brian Louie Donowa (Ipswich, 24 september 1964) is een Engels voormalig betaald voetballer. Hij speelde bij onder andere Norwich City, Stoke City, Birmingham City en Willem II.

## Overzicht clubcarrière
| Seizoen   | Club                | Competitie | Wedstrijden | Doelpunten |
| --------- | ------------------- | ---------- | ----------- | ---------- |
| 1982-86   | Norwich City        | -          | 62          | 11         |
| 1985      | →Stoke City         | -          | 4           | 1          |
| 1986-89   | Deportivo La Coruña | -          | 85          | 20         |
| 1989      | Willem II           | Eredivisie | 13          | 4          |
| 1989-90   | Ipswich Town        | -          | 23          | 1          |
| 1990-91   | Bristol City        | -          | 24          | 3          |
| 1991-97   | Birmingham City     | -          | 116         | 18         |
| 1993      | →Burnley            | -          | 4           | 0          |
| 1993      | →Crystal Palace     | -          | 0           | 0          |
| 1994-1995 | →Shrewsbury Town    | -          | 4           | 0          |
| 1996      | →Walsall            | -          | 6           | 1          |
| 1996-1997 | Peterborough United | -          | 23          | 1          |
| 1997      | Walsall             | -          | 6           | 0          |
| 1997-1997 | Ayr United          | -          | 9           | 0          |
| 1998      | Inter Turku         | -          | 4           | 1          |
| 1999-2000 | Boston United       | -          | 1           | 0          |
| 2000      | Tamworth            | -          | ?           | ?          |

## Erelijst
Norwich City
- FA Cup-winnaar 1983
- League Cup-winnaar 1985

Birmingham City
- Football League Second Division Kampioenen 1994-95
- Football League Trophy winnaars 1995